# انهر علیا
انهرعلیا، روستایی است از توابع بخش مرکزی شهرستان اورمیه واقع در شهرستان اورمیه استان آذربایجان غربی ایران.

## جمعیت
این روستا در دهستان روضه‌چای قرار داشته و بر اساس سرشماری سال ۱۳۸۵ جمعیت آن برابر با ۷۸۵ نفر (۲۲۲ خانوار) بوده‌است.